# Tore Berger (kanotist)
Tore Berger, född 11 november 1944, är en före detta norsk kajakpaddlare.
I OS i Mexiko 1968 tog han guld i K4 tillsammans med Steinar Amundsen, Egil Søby och Jan Johansen. Vid OS i München 1972 tog han brons. Han tog EM-guld 1969 och VM-guld 1970.

## Utmärkelser
- Fearnleys olympiske ærespris